# Persay Gyula
Persai Persay Gyula (Áporka, Pest-Pilis-Solt-Kiskun vármegye, 1855. március 14. – Nova, Zala vármegye, 1924. november 24.) gyógyszerész, novai gyógyszertár-tulajdonos, zalai megyebizottsági tag, a Nova és Vidéke Takarékpénztár Részvénytársaság vezérigazgatója, a Tulipán Szövetség novai fiókjának társelnöke, a Magyarországi Gyógyszerész Egyesület Zala megyei igazgatóhelyettese, a Zala Vármegyei Magyar Iparvédő Egyesület novai főfelügyelője, a Függetlenségi és Negyvennyolcas Párt novai vezetője, a község önkéntes tűzoltó egyesületének pénztárnoka. Zalában a hazai pénzügyek védelmezője volt, nagy erőt fordított az önálló magyar bank létesítésére. Egyik elsőfokú unokatestvére Persay Ferenc jogász, Bars vármegye alispánja, a Magyarország Területi Épségének Védelmi Ligájának a jeles tagja, a Honvédelmi Párt korelnöke volt.

## Családja és származása

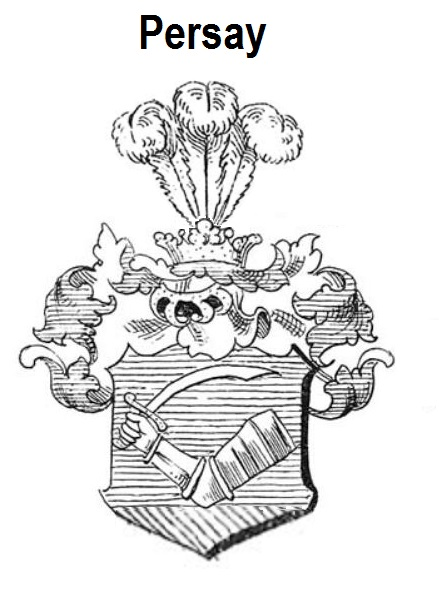
A Persay család címere (rajz)

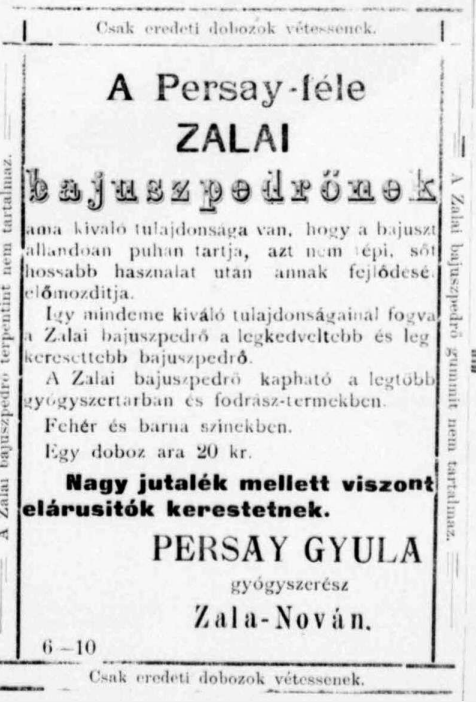
A Persay-féle ZALAI bajuszpedrő reklámja. 1897.

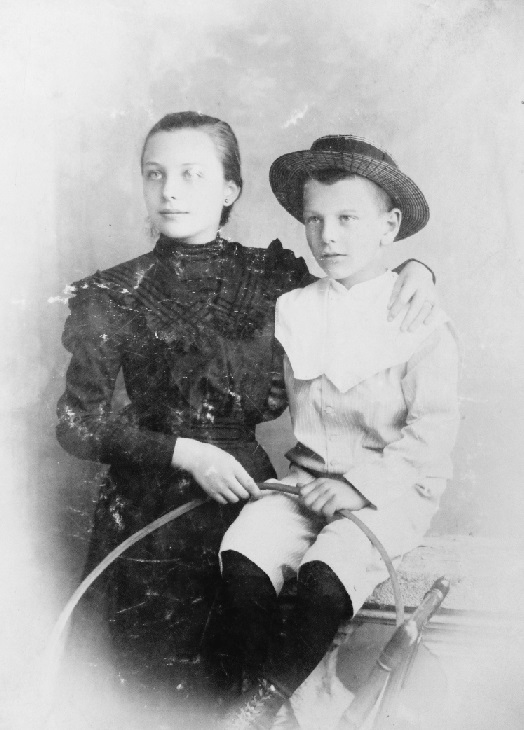
dr. boldogfai Farkas István sümegi főszolgabíróné persai Persay Erzsébet Julianna (1885-1913), és öccse, Persay Andor (1889–1938), zalanovai gyógyszerész; Persay Gyula két gyermeke.

A Pest vármegyei nemesi származású persai Persay család sarja; a Persay család legkorábbi eddigi ismert említése 1480-ból való, és ekkor a tagjai már földbirtokos nemesek voltak. Édesapja persai Persay János (1813–1870), áporkai földbirtokos, a Lovaregylet tagja, édesanyja tornóczi Szalay Terézia (1819–1857) volt. Apai nagyszülei persai Persay Sándor (1788–1850), abonyi uradalmi ispán (spanus dominalis) a gróf Szapáry családnál és brezányi Brezányi Zsuzsanna (1788–1830) voltak. Anyai nagyszülei tornóczi Szalay József (1782–1852), örkényi uradalmi ispán a gróf Grassalkovich családnál, tápióbicskei birtokos, és a nemes Takács másképp Deák családból való nemes Takáts Abigél Terézia (1795–1849) asszony voltak. Tekintélyes felmenői között, anyai dédanyja az ősi nemesi tápióbicskei birtokos bicskei Bitskey családból való nemes Takáts (másképp Deák) Ádámné bicskei Bitskey Abigail (1758–1846) úrnő található, akinek az szülei idősebb bicskei Bitskey István (1703–1773) úr, tápióbicskei birtokos, és nemes Csebi Katalin (1720–1797) voltak; a Bicskej nemzetség először 1275-ben szerepel az oklevelekben. Persay Gyulának volt egy nővére, Persay Vilma (1853–1915), akinek a férje, somlóaljai dr. Vecsey Gyula (1837–1912) Pest vármegyei főorvosnak, a Gödöllői királyi kastély palotaorvosa, valamint egy bátyja, Persay János (1837–1899), áporkai földbirtokos. Persay Gyula anyai nagybátyja tornóczi Szalay József (1814–1883), tápiószelei plébános, budapesti háztulajdonos volt. Persay Gyula elsőfokú unokatestvérei, dr. Persay Ferenc, jogász, Bars vármegye alispánja, és Persay Elek (1856–1908) gyógyszerész, Cegléd harmadik gyógyszertárának az alapítója, Cegléd város tanácsosa, a Ceglédi Népbank igazgatósági tagja voltak; apai nagybátyja Persay Sándor (1818–1885), ceglédi gyógyszerész, aki a két előbb említettnek az apja volt.

## Élete
A kecskeméti Katolikus gimnáziumban tanult. Alap tanulmányai befejezése után nagybátyja, és unokatestvére szakmáját tanulta: a Budapesti Királyi Magyar Tudomány-Egyetemen okleveles gyógyszerészként végzett 1879-ben a 24 évesen Gödöllőn lakó Persay Gyula; nővére, Persay Vilma (1853–1915), ugyanebben a városban lakott; nővérének a férje, somlóaljai dr. Vecsey Gyula (1837–1912), gödöllői királyi palotaorvos volt. Persay Gyula ezután állást szerzett Nemesviden, ahol 1884.-ben nemeskéri Kiss leányt vett el, aki egyetlen egy leánygyermekkel áldotta meg őt. Első neje halála után hamarosan újra nősült meg, majd két kis gyermekével Novára, Zala vármegyébe költözött. Ott 1886-ban az "Őrangyal" nevű gyógyszertárt alapította meg, amely egyben a településnek, valamint a novai járásnak az első gyógyszertára is lett. 1888. február 19-éig a "Nemesvidi Takarékpénztár részvénytársaság" egyik igazgatósági tagja volt (korábban, 1884. december 14-én választmányi taggá, majd 1885-ben pedig igazgatósági taggá választották meg). Az 1891. februári novai önkéntes tűzoltó egyesület tisztújításán Persay Gyulát pénztárnokká választották meg. Persay Gyula gyógyszerész hamarosan híres lett Zalában az egyik általa összeállított bajuszpedrője miatt, amelyet már 1897-étől gyakran reklámoztak az Zalamegye című újságban is. Persay Gyula több mint 35 évig 
sok különböző gyógyszert készített: angol lóport, schweiczi marhaport, disznóport és Blistert, valamint a leghíresebb a baromfilekvárt és baromli-cseppeket, amelyek 1894-ben véget vetettek a zalai baromfi dögvésznek. A szorgalmas, szerény, lelkes és kitűnő gyakorlati gyógyszerész, a nevét egy kinint- íztelenítő készítményével szinte világszerte ismertté tette; Persay Gyula, gyógyszerész Nován, a soproni kereskedelmi és iparkamaránál 1895. március 29.-én belajstromoztatta novai gyógyszertára részére, még pedig a kinin ízének javítására használandó "Szörp" (Syrupus aromaticus) jelzésű szert.
1895-ben zalai megyebizottsági taggá választották meg, ismét majd 1901-ben, 1904-ben, és 1905-ben is. 1900. március 4.-én megalakult a "Zalavármegyei Iparvédő Egyesület". Az alapítása óta tagja Persay Gyula innentől fogva novai főfelügyelője is lett.
1898. május 28.-án zajlott a gróf németújvári Batthyány Zsigmond (1856–1939) által alapított Nova és Vidéke Takarékpénztár Részvénytársaság alakuló közgyülése Nován; a hét alapítótagból Persay Gyula volt az egyike. 1900. és 1912. között a takarékpénztár pénztárnokaként tevékenykedett. 1912. február 26-án a vezérigazgatójává választották meg; vezérigazgatói tisztséget 1922-ig töltötte be. 1907. szeptember 14-én a Tulipán Szövetség novai fiókja alakult meg. Az elnöke Mayer István főszolgabíró és a társelnökök Persay Gyula és dr. Székely József voltak. A kialakuláskor több választmányi tagja között Persay Gyula második neje, Kim Margit, valamint az első feleségétől származó lánya, dr. boldogfai Farkas István főszolgabíróné persai Persay Erzsébet voltak.
A 20. század elején, ahogy kedves barátja és szomszédja, gróf németújvári Batthyány Zsigmond is, Persay Gyula, a hazai pénzügyek nagy védelmezője volt, és egyben nagy erőt fordított az önálló magyar bank létesítését. 1909 novemberében a függetlenségi népgyűlést tartották Nován, amelyen Persay Gyula elnökölt. Ezen követelték az önálló magyar bank létrehozását és kijelentették, hogy csatlakoznak a Függetlenségi és Negyvennyolcas Párthoz, ugyanúgy, ahogy Letenyén és Sümegen is megtörtént. 1913. október 19.-én a zalamegyei függetlenségi pártnak vasárnap tartott szervezkedő gyűlése után kerületenként is megalakultak a függetlenségi pártok vezetőségéi; a Novai kerület vezetősége élén Persay Gyula állt. A heves politikai viták elől visszavonulva, Persay nem keveredett bele a párt dolgaiba, és továbbra is vezette a helyi takarék pénztárt az 1910-es évek második felében, valamint támogatta az önálló magyar bank létrehozását is. 1915-től a Magyarországi Gyógyszerész Egyesület Zala megyei igazgatóhelyettese volt.
1918 decemberében, a Károlyi Mihály-kormány leváltotta a régi tisztikart, felsőpataki Bosnyák Géza zalai főispánt is beleértve; ekkor megalakították a 38 fős vármegyei központi választmányt, amelynek az egyik tagja Persay Gyula volt. 1919-ben a Magyarországi Tanácsköztársaság kitörése után kikapcsolódott a politikából és visszavonultan a novai gyógyszertárával foglalkozott. Fia, Persay Andor pedig 1919. április 21-én vett részt az alsólendvai ellenforradalomban, amely a kommunizmust szerette volna megdönteni; Persay Andor Grazba kényszerült megszökni az ellenforradalom leleplezésekor Persay Gyula segítségével. A tanácsköztársasági zavargások alatt a Persay gyógyszertárt kirabolták, Persay Gyula vejét, dr. boldogfai Farkas István (1875–1921) sümegi főszolgabírót pedig Sümegen kegyetlenül megverték és kirabolták.
Persay Gyula 1924. november 24-én hunyt el Nován.

## Házasságai és gyermekei

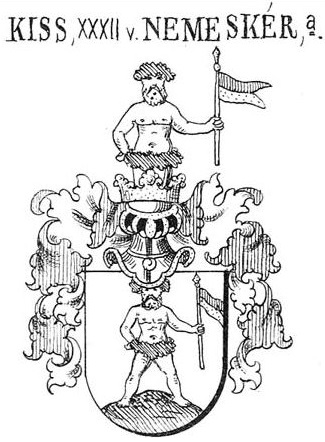
A nemeskéri Kiss család címere

Első feleségét, 1884. április 2-án vette el Nemesviden; a nemeskéri Kiss családból való igen művelt és bájos nemeskéri Kiss Erzsébet Mária Klementina Alojzia (Marcali, 1867. március 14.–Nemesvid, 1888. március 1.) kisasszonyt, akinek a szülei nemeskéri Kiss István (1833–1884) jómódú gyógyszerész, marcali valamint nemesvidi gyógyszertár tulajdonos és Schandl Alojzia (1837–1915) asszony voltak. A hölgy apai nagyszülei nemeskéri Kiss Gábor (1794–1863), marcali gyógyszerész és duliczi Duliczky Franciska Rozália (1809–1888) asszony voltak. Nemeskéri Kiss Gáborné duliczi Duliczky Franciska atyja, duliczi Duliczky János Nepomuk (1769–1823) okleveles gyógyszerész volt, aki 1797-ben alapította Marcali első gyógyszertárát a "Szentháromság" név alatt. Persay Gyuláné nemeskéri Kiss Erzsébetnek az anyai nagyszülei Schandl János (1799–1881), Győr szabad királyi város egyik képviselője az 1848–49-es forradalom és szabadságharc alatt, Győr város tanácsosa, dunaszentpáli földbirtokos, gyümölcskereskedő és Lakner Alojzia (1810–1879) voltak. Az anyai nagynénjei: Schandl Terézia (1830–1855), akinek a férje nemespanni Barta Adolf (1823–1894, köz- és váltóügyvéd Esztergomban, 1848-as honvéd, Schandl Klementina (1835–1884), akinek a férje tótváradjai Kornis Pál (1824–1876), ügyvéd, földbirtokos, valamint nagybátyja Schandl Mátyás (1834–1914), főhercegi uradalmi főszámvevő József főherceg udvarában, földbirtokos. Persay Gyuláné nemeskéri Kiss Erzsébetnek az unokaöccse vitéz nemeskéri Kiss István (1894–1967), altábornagy volt. Persay Gyula és nemeskéri Kiss Erzsébet házasságánál a tanúk Schandl Mátyás (1834–1914), főhercegi uradalmi főszámvevő József főherceg udvarában, földbirtokos és Nagy Károly földbirtokos voltak. Persay Gyuláné nemeskéri Kiss Erzsébet fivérei: nemeskéri Kiss Endre (1865–1915), okleveles gazdász, királyi járásbírósági végrehajtó, tartalékos magyar királyi honvéd hadnagy, valamint nemeskéri Kiss István (1864–1922), nemesvidi gyógyszerész; egyetlen leánytestvére nemeskéri Kiss Margit (1868–1916), akinek a férje László Gusztáv (1847–1902), marcali köz- és váltó ügyvéd, a Marcali Takarékpénztár Rt. aligazgatója és cégvezetője, a zalaegerszegi ügyvédi kamarának a választmányi tagja. Persay Gyula és nemeskéri Kiss Erzsébet házasságából született:
- Persay Erzsébet Julianna (Nemesvid, 1885. július 26.–Sümeg, 1913. április 23.) az Országos Tulipánkert Szövetség novai fiókjának a választmányi tagja. Férje, boldogfai dr. Farkas István (1875–1921), jogász, Sümeg főszolgabírája.
- Persay Gyula István (Nemesvid, 1887. január 6.–Nemesvid, 1887. április 26.)

A második feleségét, a pusztakovácsi születésű Kim Margit Vilma (Pusztakovácsi, 1865. június 10.–1956) kisasszonyt, 1888. július 26-án vette feleségül Marcaliban. Kim Margit, ahogy két leány- és két fiútestvére is, törvénytelen születésű volt; édesanyjuk, Kim Katalin, asszonygazda, apjuk, a családi legendárium szerint nagyalásonyi Barcza Lajos (1807–1883), pusztakovácsi birtokos, özvegyember volt. Habár sose vette nevükre a gyermekeket, és a bajai születésű kispolgári Kim Katalin (1826–1893) gazdasszonyt se vette feleségül, Kim Katalinnak a törvénytelen gyermekei kiváló neveltetésben részesültek, leányait hozományt házasságukkor szereztek. Persay Gyuláné Kim Margitnak a fivérei: Kim Gáspár (1847–1909), ügyvéd, Baranya vármegye árvaszéki ülnöke, Kim Elemér (1878–1937), az adonyi uradalom igazgatója a Zichy grófoknál, Kim Béla (1856–1895), a M. kir. erdőgondnokság soproni főerdésze, valamint Kim Andor (1860–†1903. után), a Tolna vármegyei felsőirégi uradalom ispánja a Pallavicini őrgrófoknál, muthpusztai uradalmi kasznár, a „Felső-Iregh és Vidéke Takarékpénztár” alapító tagja, a „Tolnamegyei Gazdasági Egyesület” tagja; leánytestvérei remetei és poganyestei Kormuth Imre csanádpalotai gyógyszerészné Kim Flóra, nemes Hagyárosy Gyula szabási jegyzőné Kim Ida, valamint Kim Terézia (1844–1907), akinek a férje Ámon Sándor (1843–1912), marcali bábsütőmesterrel, „Marcali takarék pénztár” igazgatósági tagja volt.
Kim Margit úri-kisasszony nemeskéri Kiss Erzsébetnek igen közeli kedves barátnője volt; Kiss Erzsébet Kim Margitot megkérte, hogy halála esetén urához Persay Gyulához menjen férjhez és leányát, Persay Erzsébetet nevelje fel, ahogy meg is történt. A tanúk Kim Gáspár (1842–1909) pécsi ügyvéd, Baranya vármegyei árvaszéki ülnök, és Ámon Sándor (1843-1912), marcali bábsütőmester, a "Marcali Takarék Pénztár" igazgatósági tagja voltak. Persay Gyula és Kim Margit frigyéből született:
- Persay Andor Lajos (Nemesvid, 1889. május 30.–Nova, 1938. február 27.), novai okleveles gyógyszerész, gyógyszertár-tulajdonos, az 1919-es alsólendvai ellenforradalom egyik résztvevője, a "Nova és Vidéke Takarékpénztár Részvénytársaság" igazgatósági tagja, iparhatósági biztos, az Ferenc József arany érdemkereszt, valamint az osztrák vitézségi érem tulajdonosa. Neje Varga Aranka.
- Persay Gyula Lajos (Nova, 1894. augusztus 12.–Nova, 1895. február 12.)

## Származása
| persai Persay Gyula (Áporka, Pest vm., 1855, március 14. – Nova, Zala vm., 1924. november 24.) gyógyszerész, megyebizottsági tag, a "Nova és Vidéke Takarékpénztár Részvénytársaság" vezérigazgatója. | Apja: persai Persay János István (Abony, 1813. december 16. -Áporka, 1870. március 2.) áporkai földbirtokos. | Apai nagyapja: persai Persay Sándor János Nepomuk (Abony, 1788. március 17. – Abony, 1850. november 14.) uradalmi kasznár, uradalmi ispán Abonyban a gróf Szapáry családnál | Apai nagyapai dédapja: persai Persay István (1742.– Abony, 1820. május 29.) uradalmi tiszttartó Abonyban. (Szülei: persai Persay Gáspár és Dull Judit)                                                                      |
| persai Persay Gyula (Áporka, Pest vm., 1855, március 14. – Nova, Zala vm., 1924. november 24.) gyógyszerész, megyebizottsági tag, a "Nova és Vidéke Takarékpénztár Részvénytársaság" vezérigazgatója. | Apja: persai Persay János István (Abony, 1813. december 16. -Áporka, 1870. március 2.) áporkai földbirtokos. | Apai nagyapja: persai Persay Sándor János Nepomuk (Abony, 1788. március 17. – Abony, 1850. november 14.) uradalmi kasznár, uradalmi ispán Abonyban a gróf Szapáry családnál | Apai nagyapai dédanyja: lipcsei Sartory Borbála (Sári, 1754. december 2. – Abony, 1835. március 30.) (Szülei: lipcsei Sartory Lipót újhartyáni uradalmi ispán és Schmir Katalin)                                            |
| persai Persay Gyula (Áporka, Pest vm., 1855, március 14. – Nova, Zala vm., 1924. november 24.) gyógyszerész, megyebizottsági tag, a "Nova és Vidéke Takarékpénztár Részvénytársaság" vezérigazgatója. | Apja: persai Persay János István (Abony, 1813. december 16. -Áporka, 1870. március 2.) áporkai földbirtokos. | Apai nagyanyja: brezányi Brezányi Zsuzsanna (Törtel, 1788. június 26. – Abony, 1830. augusztus 25.)                                                                         | Apai nagyanyai dédapja: brezányi Brezányi János (Csány, Heves vm., 1751. január 15. – Törtel, 1824. január 13.) törteli földbirtokos (Szülei: brezányi Brezányi Gáspár, csányi, Heves vm.i földbirtokos, és Langó Erzsébet) |
| persai Persay Gyula (Áporka, Pest vm., 1855, március 14. – Nova, Zala vm., 1924. november 24.) gyógyszerész, megyebizottsági tag, a "Nova és Vidéke Takarékpénztár Részvénytársaság" vezérigazgatója. | Apja: persai Persay János István (Abony, 1813. december 16. -Áporka, 1870. március 2.) áporkai földbirtokos. | Apai nagyanyja: brezányi Brezányi Zsuzsanna (Törtel, 1788. június 26. – Abony, 1830. augusztus 25.)                                                                         | Apai nagyanyai dédanyja: nemes Kanyó Klára (Tápiószele, 1755. december 13.– Törtel, 1836. november 19.) (Szülei: nemes Kanyó István, földbirtokos, és nemes Borbély Zsuzsanna)                                              |
| persai Persay Gyula (Áporka, Pest vm., 1855, március 14. – Nova, Zala vm., 1924. november 24.) gyógyszerész, megyebizottsági tag, a "Nova és Vidéke Takarékpénztár Részvénytársaság" vezérigazgatója. | Anyja: tornóczi Szalay Terézia (Örkény, 1818. január 21.–Áporka, 1857. január 23.)                           | Anyai nagyapja: tornóczi Szalay József (1782. – Tápióbicske, 1852. június 1.) örkényi uradalmi ispán a gróf Grassalkovich családnál, tápióbicskei földbirtokos              | Anyai nagyapai dédapja: tornóczi Szalay Gábor (Tornóc, Nyitra vm., 1741. június 3. – Tornóc, Nyitra vm., 1826. április 14.) tornóci földbirtokos, királyi testőr jelölt (Szülei: Szalay Ferenc és Boncz Éva fia)            |
| persai Persay Gyula (Áporka, Pest vm., 1855, március 14. – Nova, Zala vm., 1924. november 24.) gyógyszerész, megyebizottsági tag, a "Nova és Vidéke Takarékpénztár Részvénytársaság" vezérigazgatója. | Anyja: tornóczi Szalay Terézia (Örkény, 1818. január 21.–Áporka, 1857. január 23.)                           | Anyai nagyapja: tornóczi Szalay József (1782. – Tápióbicske, 1852. június 1.) örkényi uradalmi ispán a gróf Grassalkovich családnál, tápióbicskei földbirtokos              | Anyai nagyapai dédanyja: Riskovich Erzsébet (1760–Tornóc, Nyitra vm., 1808. május 11.) |
| persai Persay Gyula (Áporka, Pest vm., 1855, március 14. – Nova, Zala vm., 1924. november 24.) gyógyszerész, megyebizottsági tag, a "Nova és Vidéke Takarékpénztár Részvénytársaság" vezérigazgatója. | Anyja: tornóczi Szalay Terézia (Örkény, 1818. január 21.–Áporka, 1857. január 23.)                           | Anyai nagyanyja: nemes Takáts (másképp Deák) Abigail Terézia (Tápióbicske, 1795. július 27.– Tápióbicske, 1849. december 22.)                                               | Anyai nagyanyai dédapja: nemes Takáts (másképp Deák) Ádám (Valkház, Nyitra vm., 1758. január 20.– Tápióbicske, 1812. június 22.) tápióbicskei földbirtokos (Szülei: nemes Takáts (másképp Deák) Ádám és Holupka Rozália)    |
| persai Persay Gyula (Áporka, Pest vm., 1855, március 14. – Nova, Zala vm., 1924. november 24.) gyógyszerész, megyebizottsági tag, a "Nova és Vidéke Takarékpénztár Részvénytársaság" vezérigazgatója. | Anyja: tornóczi Szalay Terézia (Örkény, 1818. január 21.–Áporka, 1857. január 23.)                           | Anyai nagyanyja: nemes Takáts (másképp Deák) Abigail Terézia (Tápióbicske, 1795. július 27.– Tápióbicske, 1849. december 22.)                                               | Anyai nagyanyai dédanyja: bicskei Bitskey Abigail (Tápióbicske, 1758. július 25.– Csépa, Heves vm., 1846. december 8.) (Szülei: idősebb bicskei Bitskey István, tápióbicskei földbirtokos, és nemes Csebÿ Katalin)          |